# Сваям-бхагаван
Свая́м-бхагава́н (IAST: svayam bhagavān «Сам Бог») — термин в индуистском богословии. Используется в монотеистических течениях индуизма для обозначения наиболее полной формы верховного божества, являющейся источником всех других форм и проявлений Бога. Чаще всего термин употребляется в традициях кришнаизма для описания Кришны как источника Вишну и всех аватар. Принятие Кришны как Сваям-бхагавана характерно для таких кришнаитских сампрадай, как гаудия-вайшнавизм, пуштимарга и Нимбарка-сампрадая. В богословии этих традиций, основным источником данного понимания Кришны является «Бхагавата-пурана».